# فلاویو کتتی
فلاویو کتتی (انگلیسی: Flavio Cotti; زاده ۱۸ اکتبر ۱۹۳۹ – درگذشته ۱۶ دسامبر ۲۰۲۰) سیاستمدار، و وکیل اهل سوئیس بود. وی دو بار در سال‌های ۱۹۹۱ و ۱۹۹۸ رئیس‌جمهور سوئیس بود.
فلاویو کتتی در ۱۶ دسامبر ۲۰۲۰، بر اثر ابتلا به بیماری کروناویروس ۲۰۱۹ در سن ۸۱ سالگی درگذشت.